# Lanchester (Durham)
Lanchester è un villaggio e parrocchia civile dell'Inghilterra, appartenente alla contea del Durham.